# Morgan's Point
Morgan's Point é uma cidade localizada no estado norte-americano do Texas, no Condado de Harris.

## Demografia
Segundo o censo norte-americano de 2000, a sua população era de 336 habitantes.
Em 2006, foi estimada uma população de 343, um aumento de 7 (2.1%).

## Geografia
De acordo com o United States Census Bureau tem uma área de 4,6 km², dos quais 4,2 km² cobertos por terra e 0,4 km² cobertos por água.

## Localidades na vizinhança
O diagrama seguinte representa as localidades num raio de 12 km ao redor de Morgan's Point.